# Kanggye
Kanggye este un oraș de munte în nordul provinciei Chagang, R.P.D. Coreea.